# نسما (هنرپیشه)
نسما با نام اصلی وفا سلیم (زاده ۱۸ آوریل ۱۹۶۳) یک هنرپیشه عراقی است که به عنوان یک بازیگر کمدی شناخته شده‌است

## فیلم و سریالها
| سال تولید | نام سریال               |
| --------- | ----------------------- |
| ۲۰۲۲      | خانه                    |
| ۲۰۲۱      | کاتتریزاسیون            |
| ۲۰۲۱      | منطقه وده               |
| ۲۰۲۰      | بازگشت جوها             |
| ۲۰۲۰      | ماسک‌های خانگی           |
| ۲۰۲۰      | کاما د ۲                |
| ۲۰۲۰      | کلید بالدار             |
| ۲۰۲۰      | نعیم و حلیمه            |
| ۲۰۱۹      | خارج کردن               |
| ۲۰۱۹      | کیلومتر D1              |
| ۲۰۱۸      | درام Nos Com            |
| ۲۰۱۸      | آبی کاغذی               |
| ۲۰۱۸      | به جای پدر برای پدربزرگ |
| ۲۰۱۸      | پلیس و دزد گرمی         |
| ۲۰۱۷      | آلسرکال                 |
| ۲۰۱۷      | برگشته و خوشحال         |
| ۲۰۱۶      | قلب سیب                 |
| ۲۰۱۵      | کاغذ آبی                |
| ۲۰۱۴      | آبی کاغذی               |
| ۲۰۱۳      | قطار کلکسیونی تیتی      |
| ۲۰۱۱      | راننده                  |
| ۲۰۱۱      | کی می‌خوابیم             |
| ۲۰۱۰      | اف اس کلاس              |
| ۲۰۱۰      | فیلم هندی - فوازیر      |
| ۲۰۰۹      | هندوستانی               |
| ۲۰۰۹      | آماکور                  |
| ۲۰۰۷      | ریم و رحیم              |

### در تئاتر
| سال تولید | بازی       | شخصیت  |
| --------- | ---------- | ------ |
| ۲۰۱۷      | سفیر       | (نسیم) |
| ۲۰۱۶      | بعدی و شما |        |
| ۲۰۰۷      | ۱×۱        | دیوانه |